# جان بول بلموندو
جان بول شارل بلموندو  (بالفرنسية: Jean-Paul Belmondo)‏ الشهير بجان بول بلموندو (وُلد في 9 أبريل 1933 في نويي-سور-سين- 6 سبتمبر 2021) هو ممثل ومنتج أفلام فرنسي مرتبط بالموجة الجديدة في السينما الفرنسية.
لم يكن أداء بلموندو جيدًا في المدرسة، ولكن كان مهتمًا بالملاكمة وكرة القدم، وفاز في ثلاث مباريات متتالية بالضربة القاضية.
وجميلة هي المفارقة بأنه كان ملاكماً سابقاً قبل أن يدخل عالم التمثيل، وأحد الأدوار التي مثلها في بداياته في السينما هو دور ملاكم. وكان ذلك سنة 1963، في فيلم "مغناطيس الموت”، بالإنجليزية (Magnet of Doom)، ويعرف بالفرنسية باسم (L'aîné des Ferchaux). والأجمل من ذلك إنه في الكثير من أفلامه يقوم بحركة ارتجالية في أحد المشاهد تتعلق بالملاكمة، مثلاً: أنه يسدد لكمات في الهواء، وأحياناً يضع قفازات ملاكمة على طاولة تزين غرفته، وغيرها من الحركات البسيطة العفوية.

## معرض صور

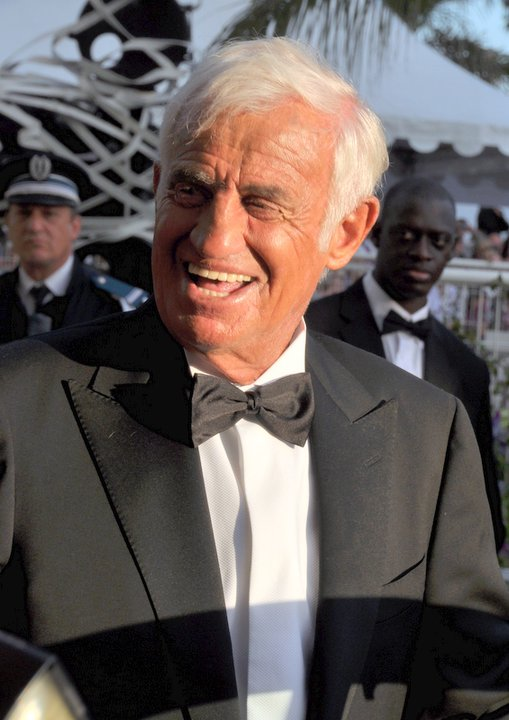
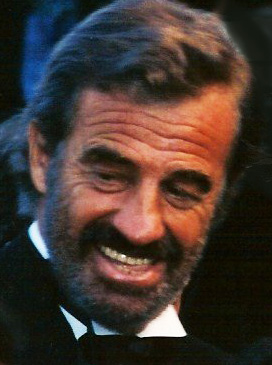
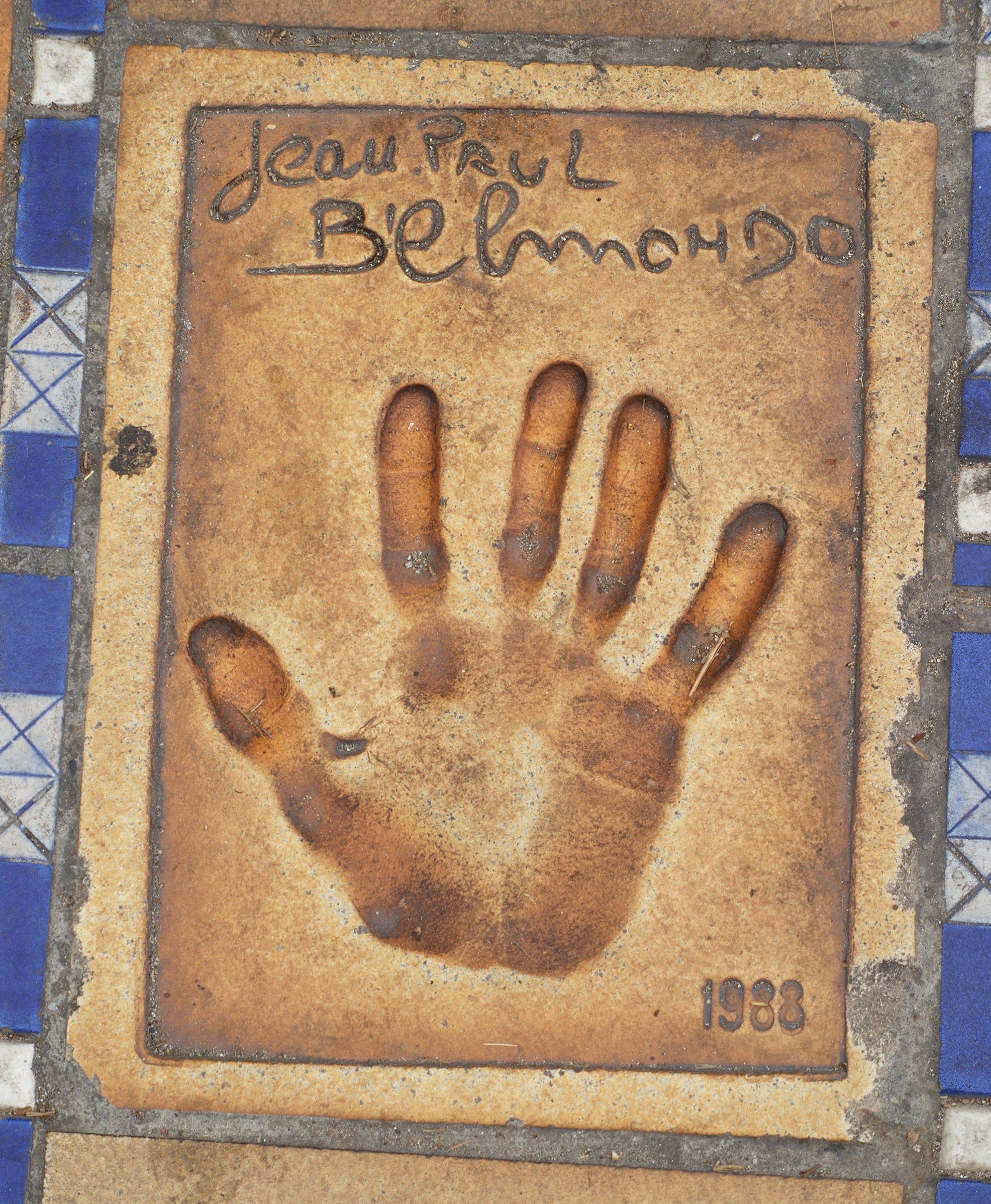
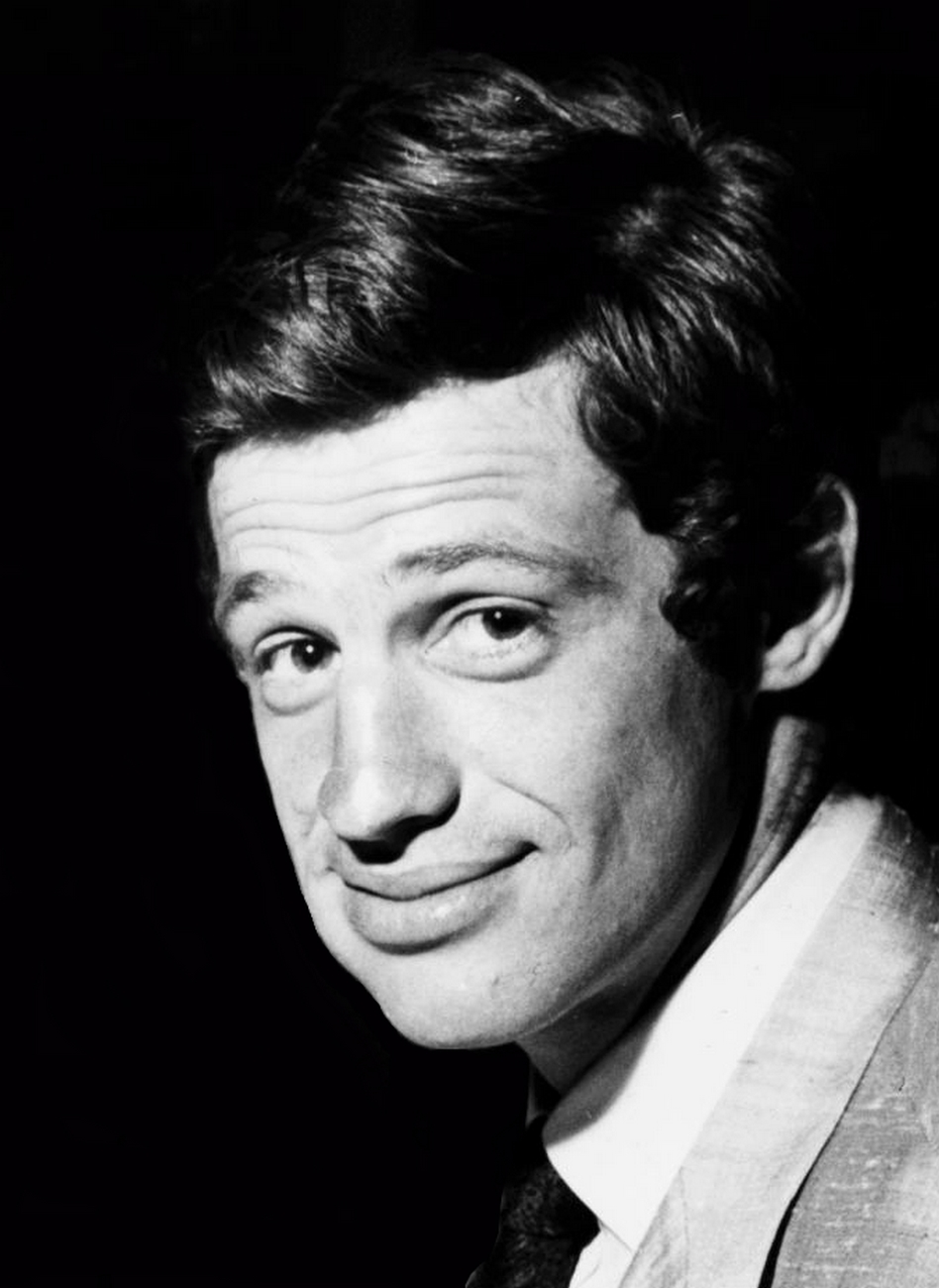
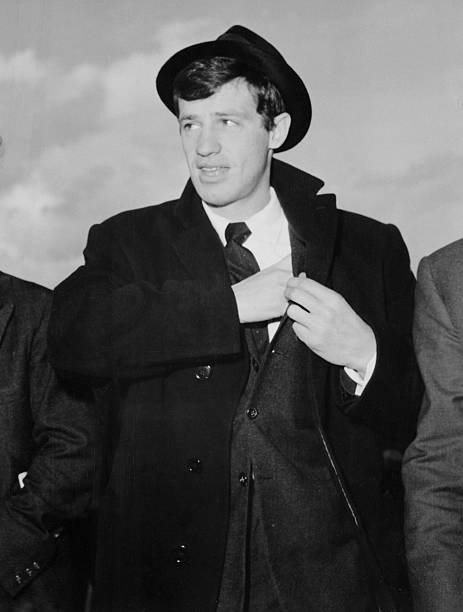

## وصلات خارجية
- منتدى جماهير جان بول بلموندو (eng)
- جان بول بلموندو على موقع IMDb (الإنجليزية)
- جان بول بلموندو على موقع الموسوعة البريطانية (الإنجليزية)
- جان بول بلموندو على موقع روتن توميتوز (الإنجليزية)
- جان بول بلموندو على موقع مونزينجر (الألمانية)
- جان بول بلموندو على موقع قاعدة بيانات الأفلام العربية
- جان بول بلموندو على موقع ألو سيني (الفرنسية)
- جان بول بلموندو على موقع ميوزك برينز (الإنجليزية)
- جان بول بلموندو على موقع أول موفي (الإنجليزية)
- جان بول بلموندو على موقع قاعدة بيانات الأفلام السويدية (السويدية)
- جان بول بلموندو على موقع إن إن دي بي (الإنجليزية)